# 雷吉娜·霍尔
雷吉娜·霍尔（英語：Regina Lee Hall，1970年12月12日—），女，美国演员。以演出喜劇片聞名，知名作品包括《驚聲尖笑》系列，並以《支持女孩們》获得纽约影评人协会奖最佳女主角。